# São Sebastião da Grama
São Sebastião da Grama è un comune del Brasile nello Stato di San Paolo, parte della mesoregione di Campinas e della microregione di São João da Boa Vista.